# Georgij Georgievič Jakobson
Georgij Georgievič Jakobson, a volte citato come Jacobson (in russo Георгий Георгиевич Якобсон?; San Pietroburgo, 19 gennaio 1871 – 23 novembre 1926), è stato un entomologo russo.

## Alcune opere
- Beitrag zur Systematik der Geotrypini (1892)
- Essay on the Tunicata of the White Sea (1892)
- Chrysomelidae palaearcticae novae (1899)
- Über den äusseren Bau flügelloser Käfer (1899)
- Symbola ad cognitionem faunae Rossiae asiaticae (1901)
- Zoological Research in the New World (1898)
- Termites of Russia (1904)
- Beetles of Russia, Western Europe and neighbouring countries (1905)
- Orthoptera and Pseudoneuroptera of the Russian Empire (1905) coautore con Valentin Bianchi